# ルッカコミックス&ゲームズ
座標: 北緯43度48分 東経10度30分 / 北緯43.8度 東経10.5度
ルッカコミックス&ゲームズ (Lucca Comics & Games) とは、毎年10月末にイタリア・トスカーナ州のルッカで開催される、漫画本とゲームのコンベンション。ヨーロッパ最大かつ、コミックマーケットに次いで世界で2番目に規模の大きい漫画の祭典である。

## 賞

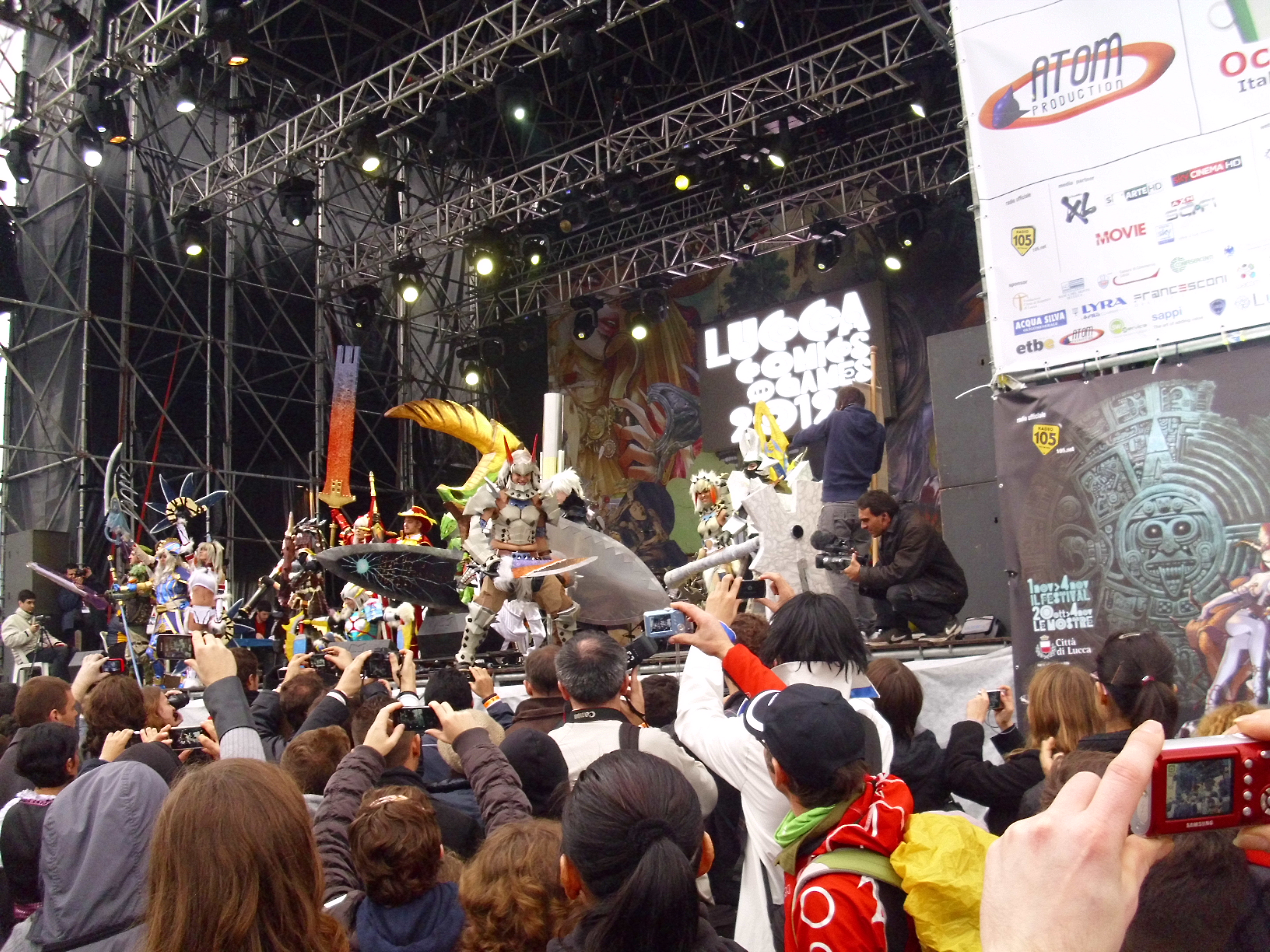
コスプレのステージ。

この祭典は、1967年からグラン・グイニージ賞を授与している。